# كاميرون جون
كاميرون جون (بالإنجليزية: Cameron John)‏ هو لاعب كرة قدم بريطاني، ولد في 24 أغسطس 1999. لعب مع وولفرهامبتون واندررز.

## وصلات خارجية
- كاميرون جون على موقع قاعدة بيانات كرة القدم.إي يو (الإنجليزية)
- كاميرون جون على موقع Soccerbase.com (لاعب) (الإنجليزية)